# Pitcairnia camposii
Pitcairnia camposii är en gräsväxtart som beskrevs av Harry Edward Luther. Pitcairnia camposii ingår i släktet Pitcairnia och familjen Bromeliaceae.
Artens utbredningsområde är Peru. Inga underarter finns listade i Catalogue of Life.